# Jemerson
Jemerson de Jesus Nascimento (* 24. August 1992 in Jeremoabo, Bahia), kurz Jemerson, ist ein brasilianischer Fußballspieler. Der Innenverteidiger und zweimalige A-Nationalspieler steht bei Atlético Mineiro unter Vertrag.

## Karriere

### Vereine
Jemerson wechselte im Jahr 2010 von der AD Confiança in die Jugendabteilung von Atlético Mineiro. Nachdem er von Januar bis Ende Juli 2012 an den Democrata FC verliehen worden war, rückte er zur Série A 2013 zur ersten Mannschaft Mineiros auf. In seiner ersten Spielzeit kam Jemerson auf fünf, in der Série A 2014 auf 22 Einsätze. In der Série A 2015 spielte Jemerson 35-mal und erzielte vier Tore.
Nach Saisonende wurde die AS Monaco auf ihn aufmerksam und verpflichtete ihn im Januar 2016. Am 20. März 2016 debütierte Jemerson beim 2:0-Auswärtssieg gegen Paris Saint-Germain in der Ligue 1. In der Spielzeit 2016/17 gewann Jemerson mit Monaco die französische Meisterschaft. Insgesamt bestritt Jemerson für Monaco 109 Liga-, 7 Pokal-, 2 Superpokal-, 9 Ligapokal- und 26 Europapokal-Spiele. Seit Anfang 2020 wurde er mit Ausnahme des Pokal-Achtelfinales nicht mehr aufgestellt.
Anfang November 2020 wechselte er zum brasilianischen Verein SC Corinthians und unterschrieb dort einen Vertrag bis Sommer 2021. Nach Vertragsende war er für kurze Zeit vereinslos, bevor er sich im Oktober dem FC Metz anschloss. Sein Vertrag dort wurde im April 2022 aus persönlichen Gründen aufgelöst. Anschließend schloss sich Jemerson Atlético Mineiro an.
Im Mai 2024 wechselte Jemerson zum Grêmio FBPA, einem Ligakonkurrenten in der Série A 2024. Die Ablösesumme betrug 500.000 US-Dollar.

### Nationalmannschaft
Jemerson debütierte am 13. Juni 2017 beim 4:0-Sieg im Freundschaftsspiel gegen Australien in der brasilianischen Nationalmannschaft. Am 15. September 2017 wurde er von Nationaltrainer Tite in den Kader für die Qualifikationsspiele zur Weltmeisterschaft 2018 am 2. und 10. Oktober 2017 gegen Bolivien und Chile berufen. Seitdem wurde er nicht mehr berücksichtigt.

## Erfolge
Atlético Mineiro
- Copa do Brasil: 2014
- Staatsmeisterschaft von Minas Gerais: 2023, 2024

AS Monaco
- Französischer Meister: 2017